# Onostemma maculatipes
Onostemma maculatipes is een hooiwagen uit de familie Sclerosomatidae.